# Congelamento de Walt Disney
A hibernação de Walt Disney ou congelamento de Walt Disney é uma lenda urbana que afirma que após sua morte em 1966, Walt Disney foi congelado criogenicamente. 
A lenda tem várias versões, algumas indicando que apenas o cérebro foi preservado. Em sua forma mais rebuscada a lenda afirma que seu corpo congelado foi armazenado no parque de diversões Disneyland, para que, quando a ciência descobrisse uma cura para o câncer de pulmão, pudesse ressuscitá-lo. A versão mais antiga conhecida do boato na imprensa pode ser atribuída a um pequeno artigo da revista francesa Ici Paris em 1969. Por conseguinte, foi relatado pela mídia em várias partes da Europa e do mundo que lhe deu uma certa influência. 
Segundo "pelo menos um assessor de Disney", a fonte verificável dessa história foi um grupo de animadores dos estúdios Disney, que "tinha um senso de humor bizarro" e que foram, assim, fazendo uma brincadeira sobre o final de seu chefe carismático.
Alguns mencionam duas biografias de Disney para perpetuar o boato: Disney’s World por Robert Mosley (1986) e Walt Disney - Hollywood's Dark Prince por Marc Eliot (1993). Ambos afirmam que Disney conhecia criogenia e tinha um forte interesse na ciência.
Essas reivindicações foram refutadas pela filha de Disney, Diane Miller Disney, que escreveu em 1972: "Não há absolutamente nenhuma verdade ao boato de que o meu pai, Walt Disney, queria ser congelado. Duvido que meu pai nunca tinha ouvido falar de criogenia." 
Walt Disney morreu no dia 15 de dezembro de 1966 às 9h30, dez dias após seu 65º aniversário. Ele foi cremado em 17 de dezembro de 1966, e suas cinzas residem no Forest Lawn Memorial Park, em Glendale, Califórnia. 
O primeiro exemplo conhecido de congelamento criogênico de um cadáver ocorreu um mês depois, em janeiro de 1967. 